# Karl Winter (Theologe)
Karl August Ludwig Winter, auch Carl Winter (* 17. Dezember 1882 in Petershagen bei Minden; † 18. Februar 1967 in Gütersloh) war ein deutscher evangelischer Theologe.

## Biografie
Winter absolvierte 1902 sein Abitur am Gymnasium Soest. Er studierte Theologie und promovierte zum Dr. theol. und wirkte um 1906 als Hilfsassistent im Seminar bei Adolf von Harnack. Er war 1906 Hilfsprediger in Feudingen und studierte dann am Domkandidatenstift (Berlin). Hier begegnete er dem späteren pommerschen Bischof Karl von Scheven und Otto Dibelius (ab 1945 Bischof von Berlin). Im Herbst 1908 bestand er sein Zweites Examen. Er war tätig als Erzieher am französischen Waisenhaus in Berlin und dann Hilfsprediger im Minden-Ravensburger Land.
Er wurde Pastor in Wanne-Eickel, bevor er im Oktober 1924 Direktor des evangelischen Predigerseminars Soest wurde, wo er bis zum  Mai 1936 tätig war.

Konservativ-lutherisch geprägt, schloss er sich Mitte 1933 dem deutsch-christlichen Spektrum an, das Hitler und der antisemitischen NS-Rassenideologie anhing und sich auf mit der NS-Ideologie kompatible Werte eines „positiv-männlich“ definierten Christentums bezog. Winter trat 1934 in den Kirchenkampf zwischen Bekennender Kirche und Deutschen Christen um die Dominanz in der in unmittelbarer Nähe gelegenen Soester Gemeinde St. Thomä ein, die von Pfr. Koch, einem bekennenden Christen, geführt wurde. Er war zweiter Vorsitzender der Soester DC-Gruppe „Reichskirchengemeinde Soest“, die sich am 24. August 1935 konstituiert hatte. Winter galt in Soest als einflussreicher Propagandist der DC, der „durch die Landgemeinden der Synode Soest zog und Mitgliederwerbung für die Deutschen Christen betrieb“. Bei Versammlungen konnte er sich auf „Abordnungen der SA, der NS-Frauenschaft, des BDM und der HJ“ verlassen, die als Publikum organisiert wurden. Diskussionen nach DC-Veranstaltungen in den Kirchengemeinden lehnte er mit der Begründung ab, dass es „Diskussionen bei nationalsozialistischen Versammlungen grundsätzlich nicht gibt“. Unter seinem Direktorat war das Predigerseminar seit 1934 besonders bei der Minderheit der westfälischen Kandidaten der Theologie beliebt, die den DC nahestanden.
Von Mai 1936 bis 1957 war er Superintendent in Loitz (Kreis Demmin) in Vorpommern. Diese Kirchengemeinde stand der Bekennenden Kirche nahe.
1945 blieb die Stadt Loitz durch seine Initiative von massiven Zerstörungen durch die Rote Armee verschont. Am 1785 in Loitz errichteten Pfarrhaus in der Marktstraße 166 befindet sich eine Gedenktafel für  Winter.

Danach zog er um nach Gütersloh, wo er auch beigesetzt wurde.

### Familie
Seine Tochter (1912–1945) Annemarie Winter war eine der ersten Pastorinnen. Sie betreute die Gemeinde in Sageritz. 1945 starb sie als Zwangsarbeiterin in einem Lager in Sibirien.

Sein Sohn Friedrich Winter (1927–2022), war evangelischer Theologe. Er war Studentenpfarrer in Greifswald, Dozent für Praktische Theologie, Propst der Evangelischen Kirche Berlin-Brandenburg (Region Ost). Bis zu seinem Ruhestand war er Präsident der Kirchenkanzlei der EKU (Bereich DDR). Er war Autor zahlreicher praktisch-theologischer und zeitgeschichtlicher Veröffentlichungen. Er verfasste unter anderem eine Biografie seiner Schwester Annemarie und eine Biografie des Theologen Friedrich Schauer, der Nachfolger seines Vaters Karl Winter im Predigerseminar Soest war.

Sein Enkel Johannes Winter war von 1991 bis 2010 Bürgermeister von Loitz.